# Psychotria cascajalensis
Psychotria cascajalensis är en måreväxtart som beskrevs av Clement W. Hamilton. Psychotria cascajalensis ingår i släktet Psychotria och familjen måreväxter. Inga underarter finns listade i Catalogue of Life.